# Стаханов, Трофим Филиппович
Трофи́м Фили́ппович Стаха́нов (17 сентября 1913 год, с. Степное — 10 февраля 1986 год, село Кирса, Верхнеуральский район, Челябинская область) — комбайнёр Спасской МТС Челябинской области. Герой Социалистического Труда (1952).

## Биография
Родился в 1913 году в крестьянской семье. Русский.
После окончания в 1924 году четырёх классов начальной школы в родном селе стал работать разнорабочим, помощником комбайнёра в колхозе «Красный партизан» Верхнеуральского района. В 1937 году окончил школу механизации сельского хозяйства в Верхнеуральске, после чего работал комбайнёром на Спасской МТС. С 1941 года участвовал в Великой Отечественной войне. В 1944 году демобилизовался по болезни и возвратился на родину, где продолжил трудиться комбайнёром, бригадиром тракторной бригады на Спасской МТС.
В 1951 году намолотил 8086 центнеров зерновых на 32 рабочих дня. Указом Президиума Верховного Совета СССР от 19 июля 1952 года удостоен звания Героя Социалистического Труда с вручением ордена Ленина и золотой медали «Серп и Молот».
В 1953—1954 годах был председателем колхоза «Красный партизан» Верхнеуральского района. С 1955 по 1973 года — разнорабочий в том же колхозе.
После выхода на пенсию проживал в посёлке Петропавловский, где скончался в 1986 году. Похоронен там же.

## Награды
- Герой Социалистического Труда (звание присвоено указом Президиума Верховного Совета СССР от 19 июля 1952 года)
- два ордена Ленина (1951, 1952)
- орден Отечественной войны 2-й степени (1985)